# Przełęcz Nad Łomną
Przełęcz Nad Łomną – przełęcz położona na terenie Pogórza Przemyskiego na wysokości 452 m n.p.m., pomiędzy szczytami Kiczerki Nad Łomną (499 m n.p.m.) a Krzemienia (551 m n.p.m.). Przełęcz oddziela Pasmo Krzemienia od Pasma Kiczerki. Według niektórych źródeł oddziela ona Pogórze Przemyskie od Gór Sanocko-Turczańskich.

## Szlaki turystyczne
- Czerwony Szlak Przemysko-Sanocki na odcinku: Bircza – Przełęcz nad Łomną – Przełęcz Roztoka – Rakowa – Słonny – Przełęcz Przysłup – Słonna – Sanok